# Мухаммад Ікбал
Аллама Мухаммад Ікбал (урду علامه محمد اقبال, англ. Allama Muhammad Iqbal; 1877–1938) — поет, філософ і вчений, політик і адвокат, громадський діяч Британської Індії.
У більшості країн Південної Азії і світі урду Ікбал розглядається як Шайр-е-Машрик (урду شاعر مشرق, «Поет Сходу»). В цій якості він є однією із найважліших фігур в літературі урду, визнається видатним поетом пакистанців як його «національний поет» за визнанням уряду, іранців, індійців — автор популярної пісні Sare Jahan se Accha, пенджабці, сингалів та ін. і в такій якості найкраще відомий.
Високо оцінений як «мусульманський філософ сучасності».
Як політичний мислитель вважається «Духовним батьком Пакистану», провісником створення держави.

## Біографія

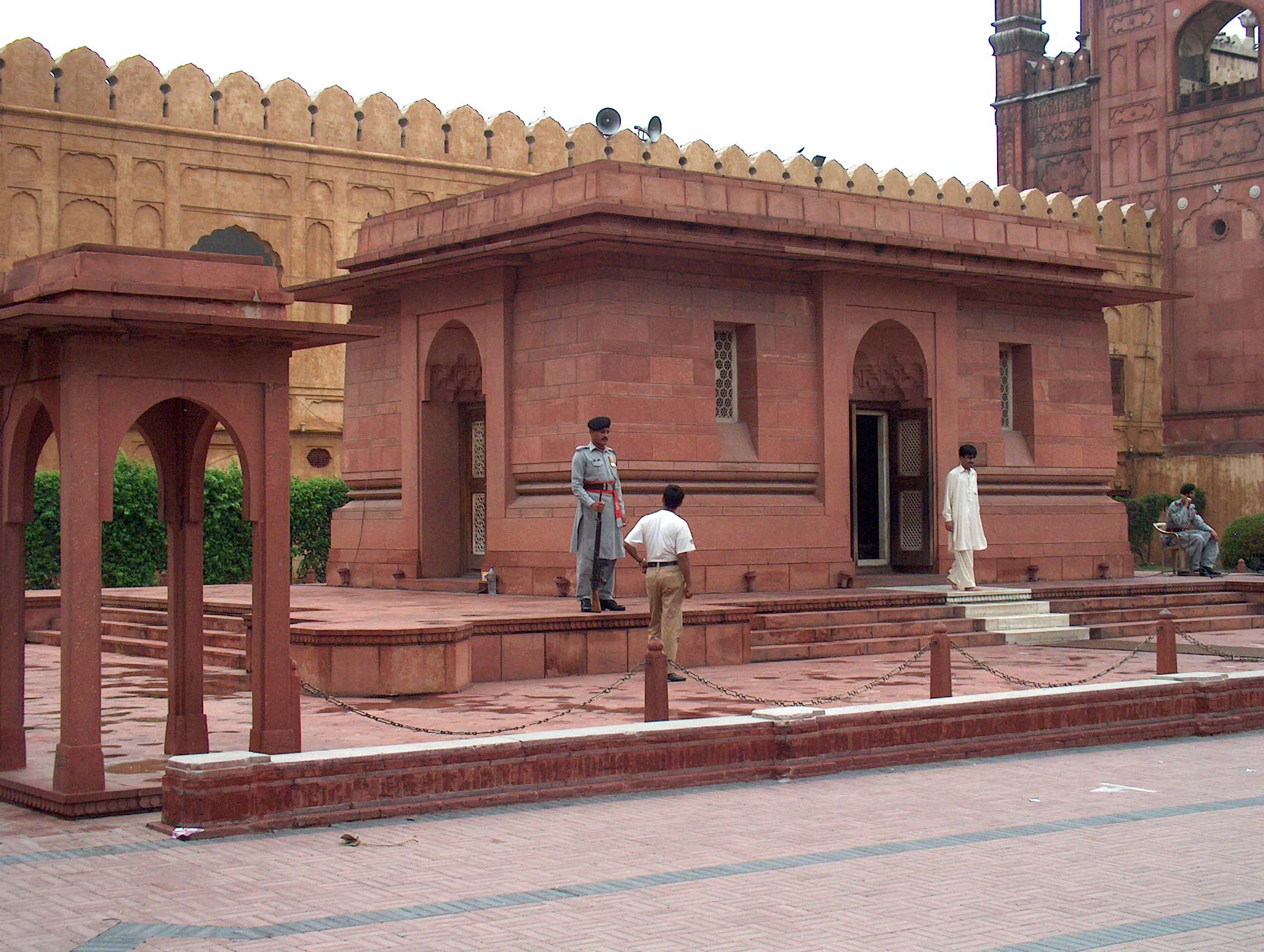
Мавзолей Ікбала в Лахорі.

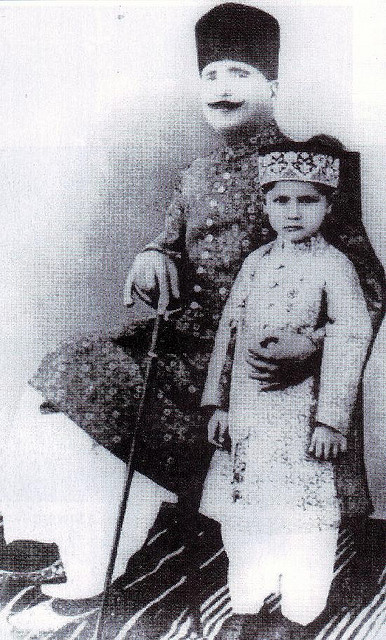
1930 р. Аллама Ікбал із своїм сином Джавідом Ікбалом (Javid Iqbal) - майбутнім філософом і суддею Верховного суду

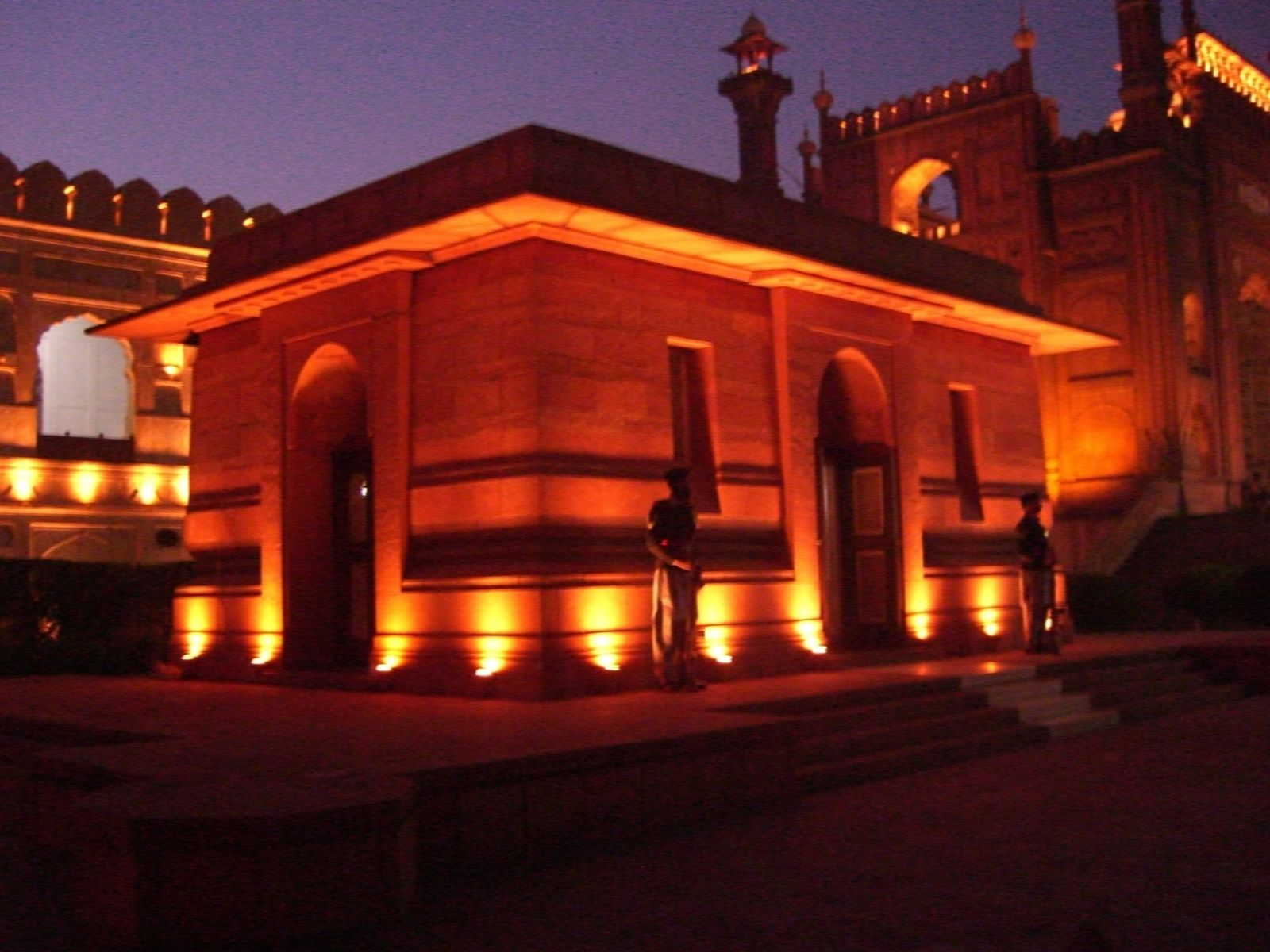
Могила Ікбала вночі

Родина Ікбала походить із пандітів Кашміру, брамінів клану Сапру, які прийняли іслам і після вторгнення в Кашмір сикхів (у XIX ст.) переселились у Пенджаб. Походження родини із брамінів Кашміру Ікбал часто згадував у листах.
Ікбал народився 9 листопада 1877 р. в Сіалкоті, в сім'ї кравця Шейха Ноора Мухаммада (Sheikh Noor Muhammad) та Імам Бібі (Imam Bibi).

Батько поета, формально неписьменний був відомий набожністю. Мати — ввічлива і скромна жінка, яка допомагала бідним і вирішувала проблеми сусідів

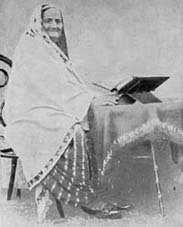
Мати Аллами Ікбала — Імам Бібі (Imam Bibi) померла 9 листопада 1914 р. в Сіалкоті. На її смерть Ікбал відгукнувся поезією

Початкову освіту здобув у рідному місті. — В чотири роки прийнятий в Масджид, щоб вчити Коран. 

Вчив арабську мову у вчителя Сайеда Мір Хассана (Syed Mir Hassan), глави Медресе.
У 1892 р. вперше одружився (за домовленістю) на Карім-Бібі, дочці Гуджаратського лікаря Хан Бадур Ата Мухаммад Хана (Khan Bahadur Ata Muhammad Khan) — діда відомого пізніше композитора індійського субконтиненту, Британської та незалежної Індії Квая Хурід Анвар (Khwaja Khurshid Anwar),. В цьому шлюбі народились дочка Міраї Бегум (Miraj Begum) і син Афтаб Ікбал (Aftab Iqbal).
Другий шлюб Ікбала з Сардар Бегум (Sardar Begum) — матір'ю Джавіда Ікбала (Javid Iqbal).
1893 р. зарахований в коледж Scotch Mission College Сіалкот. Отримав проміжний диплом факультету мистецтв коледжу Мюррей (Murray College) Сіалкот в 1895 р.. В цьому ж році вступає в урядовий коледж Лахора. Отримав у ньому ступінь бакалавра мистецтв у філософії, англійській літературі та арабській мові в 1897 р., здобув медаль the Khan Bahadurddin F.S. Jalaluddin як найкращий знавець арабської мови.
У 1899 р. отримав ступінь Магістр мистецтв в тому ж коледжі та посів перше місце в ун-ті Пенджабу — Східний Коледж в Лахорі. Ікбал після завершення магістратури почав кар'єру лектора з арабської мови в Східному Коледжі Лахора а незабаром — обраний молодшим професором філософії в Державному коледжі в Лахорі, в якому працював до поїздки в Англію в 1905 р.
Після повернення з Англії у 1908 р. повернувся у той же коледж як професор філософії та англійської літератури. У цей же період Ікбал почав практику юриста у головному суді Лахора, але незабаром кинув її і присвятив себе літературі як активний член Anjuman-e-Himayat-e-Islam..

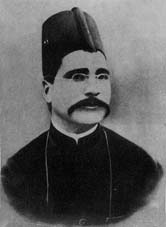
Алама Ікбал у 1899 р.

З 1919 р. Ікбал — генеральний секретар Anjuman-e-Himayat-e-Islam. 
Публіцист з кінця 1890-х рр.
Третій шлюб — з Мухтар Бегум (Mukhtar Begum) в грудні 1914 р.
1922 р. посвячений королем Георгом V в лицарі із даруванням титулу Сер.
У 1933 р. після повернення з поїздок в Іспанію і Афганістан, Ікбал захворів на загадкову хворобу горла.
В останні роки життя Ікбал часто відвідував Дарга відомого суфія з Хазрату Алі Хайвері в Лахорі для духовного наставництва і допомагав Чаудхрі Ніяз Алі Хану Chaudhry Niaz Ali Khan, створити Інститут Довіри Ісламу Dar ul Islam Trust Institute в маєтку Джалампур (Jamalpur недалеко від Патанакоту (Pathankot) де планувалось отримати субсидії на дослідження класичного ісламу і сучасних соціальних наук.
1934 р. Ікбал припинив юридичну практику і отримав пенсію від Набоба Бхопалу Nawab of Bhopal.
Ікбал помер 21 квітня 1938 р. в Лахорі страждаючи від хвороби декілька місяців.

## Сім'я
Тричі одружений. Мав декілька синів і дочок.

## Освіта
У 1895 р. Ікбал поступив в урядовий коледж в Лахорі, де вивчав філософію, арабську та англійську літературу. Серед його вчителів був сходознавець Томас Вокер Арнольд, який порадив йому відвідати Європу для розширення світогляду.

У 1899 р. отримав магістерський ступінь.

1905 р. продовжив освіту в Англії Трініті-коледжі(Кембриджський університет) де мав право на стипендію. Під час навчання праву і філософії в Англії, Ікбал став членом Лондонського відділення Загальноіндійської Мусульманської ліги.

1906 р. отримує ступінь бакалавра мистецтв і вчиться на баррістера в Лінкольн-Інн.

1907 р. їде вчитись в Німеччині у (Мюнхенський університет Людвіга-Максиміліана) де вивчав філософію, а також юриспруденцію, літературу і арабську мову при підготовці докторської дисертації «Розвиток метафізики в Персії» під керівництвом Фрідріха Хоммеля Friedrich Hommel.

Завдяки Еммі Вейнгаст знайомиться із працями Гете (Фауст), Гейне і Ніцше.

З 1908 р. — професор філософії, доктор наук.

## Ідеї
Грудень 1930 р. — під час сесії Загальноіндійської Мусульманської ліги Ікбал, як її почесний голова (президент), виголосив свою найвідомішу промову — Аллахабадську Промову, в якій виступив за створення мусульманської держави Пакистан у складі незалежної індійської федерації в північно-західній частині тодішньої Британської Індії.

У соціально-революційний період творчості симпатизував ідеям соціалізму, відкидаючи «комуністичний атеїзм»: в його творчості Аллах зустрічається із Леніним і посилає архангела Джабраїл підняти пригноблених Землі на повстання.

## Погляди Ікбала на іслам
Зі східних мислителів на свідомість Ікбала найглибше вплинула поезія та філософії Маулану Румі. Глибоко закорінений в релігії з дитинства, Ікбал сприймає Румі як «керівника» інтенсивно вивчаючи іслам, культуру та історію ісламської цивілізації і її політичне майбутнє. Ікбал зображатиме Румі провідником читача в багатьох власних віршах. Роботи Ікбал нагадують їх читачам колишню славу ісламської цивілізації, доносять до них чистий, духовний наголос на ісламі як джерелі соціально-політичного звільнення і величі.

## Ікбал і об'єднання ісламського світу
Ікбал засуджував і відкидав політичні розбіжності між мусульманськими народами і всередині них, часто виступав з т. з. глобального мусульманського співтовариства (умми).
Єдність — найважливіший фактор могутності мусульман. На шляху до їх єдності безліч перешкод (внутрішніх і зовнішніх).
Із зовнішні факторів він особливо виділяв імперіалізм, неонаціоналізм, колонізацію, економічну залежність і «зрівнювання» культур.
Другою категорією чинників, що перешкоджають єдності, Ікбал вважав внутрішні чинники — основні: віддаленість мусульман від свого коріння і витоків, необізнаність випускників західних навчальних закладів у питаннях ісламської культури і відсутність прогресу мусульманських суспільств в науці і освіті.
Аллама Ікбал вважав єдність і рівноправність двома основними і невіддільними стовпами Ісламського товариства. Ісламську єдність він розумів, як засновану на принципі єдиного Бога. Мислитель був упевнений, що при визначенні та тлумаченні демократії за допомогою ісламського вчення можна досягти бажаного, що відповідає запитам часу суспільства. Він також вважав, що чим більше мусульмани наближаєються до «істинного духу» і божественного ісламського вчення, тим краще демонструються їх міць, велич і єдність. Ікбал вважав єдність мусульман і їх обізнаність двома взаємодоповнюючими факторами, а необізнаність і невігластво — основною причиною розколу мусульманських суспільств.
Ікбал вважав, що єдність мусульман має досягатись двома способами:
1. Через інтеграцію правителів і урядів ісламських країн;
2. через поінформованість народів.

Мислитель бачив трьома способи (шляхи) досягнення єдності мусульман: єдине керівництво ісламськими країнами; створення ісламської федерації, що з усіх ісламських держав, і врешті-решт — їх участь в союзах, альянсах, договорах і підвищення рівня культурних, економічних і політичних зв'язків.

## Вшанування пам'яті
Гробниця Ікбала в Хазурі Баг в саду перед входом у мечеть Бадшахі у Лахорській фортеці офіційно охороняється урядом Пакистану. На честь поета в м. Фейсалабад названий крикетний стадіон.
Його день народження відзначався в Пакистані як свято — «день Ікбала» Yōm-e Welādat-e Muḥammad Iqbāl (урду یوم ولادت محمد اقبال)(9 листопада).
Вулиця Мухаммада Ікбала у місті Гайдельберг (Німеччина)
19 грудня 2020 року зусиллями ГО «Українська Ініціатива», за всебічного сприяння керівництва Луганського національного університету імені Тараса Шевченка, в місті Старобільськ відбулося відкриття меморіальної дошки на честь Мухаммада Ікбала.

## Цікаві факти
Дружба з Ікбалом і його погляди сприяли переходу в Іслам пакистанського проповідника і дипломата єврейського походження зі Львова Мухаммада Асада. 1953 р. засновано «Товариство Ікбала» («Базмі-е-Ікбал»).

## Фрази
- «Суть життя — самого себе знайти»
- «Будь то сяйво царства або видовище республіки, політика без релігії веде тільки до тиранії».

## Твори
Праці написані на урду, пенджабі, перською і англійською. Думки Ікбала в його творах першу чергу зосереджені на духовності й розвитку людського суспільства, на враженнях від його подорожей і перебування в Зх. Європі і на Бл. Сході. Він перебуває під глибоким впливом західних філософів, таких як Фрідріх Ніцше, Анрі Бергсон і Йоганн Вольфганг фон Гете. Писати вірші перською мовою Ікбал почав під час навчання в Європі і відтоді постійно писав перською — протягом усього життя. Він вважав, що знайшов легкий спосіб висловити свої думки цією мовою.Його поезія (на урду та перській), а також лекції і листи (на урду та англійській) вплинули на культурні, соціальні, релігійні і політичні суперечки сучасників. Поезія Ікбала переведена на багато європейських мов, відома з першої половини XX-го ст.. Asrar-i-Khudi та Javed Nama перекладені на англійську Рейнольдом А. Нікольсоном R. A. Nicholson і Артуром Джоном Арберрі A. J. Arberry.
Твір Ікбала «Послання Сходу» (Пайам-е-Машрік) адресований королю Афганістану Амануллі-хану. На Сході його охрестили як «Зірка Сходу» (Сітора-е Шарк).
Твори Ікбала популярні серед мусульман Пакистану, Афганістану і Середньої Азії.
Англомовніː
- «Розвиток метафізики в Персії»ː Докторська дисертація (англ.);
- Реконструкция религиозной мысли в исламе. Пер. с англ., предисл. и коммент. М. Т. Степанянц. Под ред. П. В. Густерина. — М.: Вост. лит., 2002.
- «Секрети свого Я (Таємниці Я)» Асрар-е-Худі збірка — поетичний дебют (1915 р.);

Перськомовніː
- «Іносказання про самозречення» (Румуз-й бехуді), (Пер з перс. на рос. «Иносказания о самоотречении», 1918);
- «Послання Сходу» (Пайам-й Машрік) (Пер з перс. на рос. «Послание Востока», 1923);
- «Книга вічності» (Джавід-наме) (Пер з перс. на рос. «Книга вечности», 1932);
- «Крило Гавриїла» (Бал-і Джибріл Bal-i-Jibril) (Пер з перс. на рос. «Крыло Гавриила», 1935);

Урдуː
- «Дзвін караванного дзвіночка» (Банг-е дару Bang-i-Dara) (Пер. з урду на рос. «Звон караванного колокольчика» М., 1964);

Переклади французькою:
- Reconstruire la pensée de l'Islam, par Eva de Vitray-Meyerovitch, Adrien Maisonneuve, Paris, 1955.
- Message de l'Orient, par Eva de Vitray-Meyerovitch et Mohammed Achena, Les Belles Lettres, Paris, 1956.
- Le Livre de l’éternité, par Eva de Vitray-Meyerovitch, Albin Michel, coll. " Spiritualités vivantes, Paris, 1962.
- Les Secrets du soi, par Eva de Vitray-Meyerovitch, Albin Michel, coll. " Spiritualités vivantes ", Paris, 2000.

Переклади англійською:
- The Development of Metaphysics in Persia, Londres 1908.
- The Reconstruction of Religious Thought in Islam, Londres 1934.

Переклади німецькою:
- Das Buch der Ewigkeit (Javīdnāma), Übers. Annemarie Schimmel, München 1957
- Botschaft des Ostens. Ausgewählte Werke (Originaltitel: Payāmi-i mašriq, übersetzt und herausgegeben von Annemarie Schimmel), Edition Erdmann, Tübingen 1977, S. 54–64, ISBN 3-7711-0268-5.
- Steppe im Staubkorn. Texte aus der Urdu-Dichtung Muhammad Iqbals, ausgewählt, übersetzt und erläutert von Johann Christoph Bürgel, Freiburg im Üechtland 1982
- Die Wiederbelebung des religiösen Denkens im Islam. Aus dem Englischen von Axel Monte und Thomas Stemmer, Verlag Hans Schiler, Berlin 2004
- Streunende Gedanken. Aus dem Englischen übersetzt und mit Anmerkungen versehen von Axel Monte. Mit einer Einführung von Javid Iqbal und einem Nachwort von Christina Oesterheld, Books Ex Oriente, München 2012

## Галерея

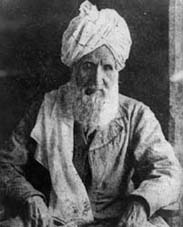
Батько Алама Ікбала - ейх Ноор Мухаммад (Shaikh Noor Muhammad)
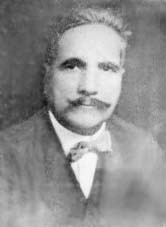
Ікбал у Лондоні у 1931 р.
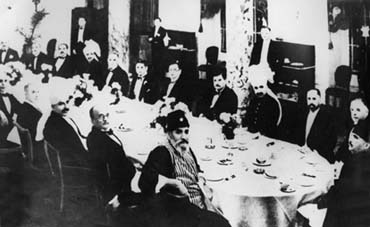
На II-й конференції у Лондоні у 1931 р.
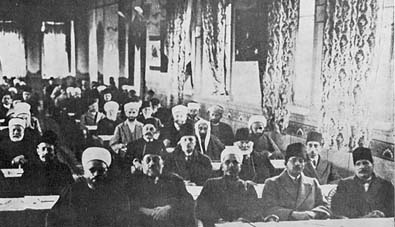
Конференція в Єрусалимі, 1931 р. - Ікбал крайній справа у першому ряду.
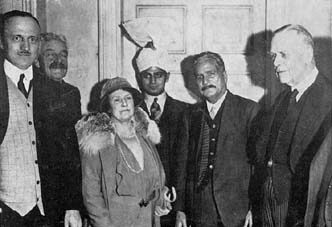
Ікбал на заході Ліги, Лондон, 1932 р.
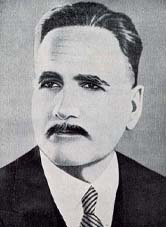
Ікбал у 1933 р.
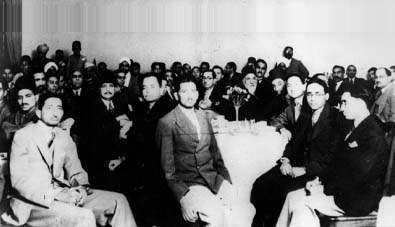
Ікбал з жителями Лахору у 1933 р.
Ікбал у 1934 р.
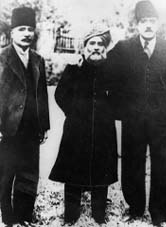
Ікбал у Афганістані із Сулмайном Надаві (Sulmain Nadavi) та  сером Россом Масудом (Sir Ross Masood)